# 阿斯蒂自由镇
阿斯蒂自由镇（義大利語：Villafranca d'Asti），是意大利阿斯蒂省的一个市镇。总面积12.91平方公里，人口3197人，人口密度247.6人/平方公里（2009年）。ISTAT代码为005117。